# Mike de Meza
Mike Eric de Meza (Curaçao, 13 mei 1963) is een Arubaans politicus. Sedert 2017 is hij statenlid namens de Arubaanse Volkspartij (AVP).
De Meza studeerde in Nederland en de Verenigde Staten. Tussen 2005 en 2009 was hij lid van de Staten van Aruba. In 2009 werd hij minister. Als minister van Financiën slaagde hij erin het begrotingstekort van Aruba te halveren, volgens zijn eigen partij. Daarentegen verdubbelde de nationale schuld.
Ook legde hij de basis voor het "Balanced Budget Rule", die tekorten in de toekomst op de landsbegroting van Aruba moet voorkomen. 
In het Kabinet-Mike Eman I was hij minister van Financiën, Communicatie en Nutsbedrijven. In het Kabinet-Mike Eman II was hij minister van Economische Zaken, Communicatie, Energie en Milieu. . In deze functie was hij verantwoordelijk voor de transitie naar een duurzame energievoorziening.
Sedert oktober 2017 is hij weer lid van de Staten. 
Mike de Meza is gehuwd en heeft drie kinderen.